# Podłoże Philipsa
Podłoże Philipsa – podłoże hodowlane stosowane do diagnostyki i identyfikacji pałeczki ropy błękitnej, bakterii która wytwarza m.in. enzym dwuhydolazę argininy.
Podłoże składa się z peptonu, chlorku sodu, fosforanu potasu, czerwieni fenolowej, wody destylowanej, L-argininy. pH przygotowanego podłoża powinno wynosić 7,2; przed użyciem należy je wyjałowić w wysokiej temperaturze (120 °C).
Zazwyczaj inkubuje się dwie hodowle, jedną w warunkach tlenowych a drugą w beztlenowych. Warunki beztlenowe zapewnia się szczelnym zalaniem probówki parafiną. Czas inkubacji to 48 godzin przy temperaturze 37 °C.
Jeżeli szczep wytwarza dwuhydrolazę argininy, następuje zmiana zabarwienia na czerwone w obu hodowlach.